# 2025－2026年澳洲地區熱帶氣旋季

2025－26年澳洲地區熱帶氣旋季，泛指在2025年7月至2026年6月內的任何時間在澳洲所產生的熱帶氣旋。大部份於澳洲地區的熱帶氣旋通常都會於11月至4月期間形成。
本條目的範圍僅侷限於赤道以南，東經90度-160度以內的澳洲地區水域。這範圍包括了澳大利亞、巴布亞新幾內亞、所羅門群島的西部地區、東帝汶和印度尼西亞的南部地區。在澳洲地區產生的熱帶氣旋是由澳洲、印尼和巴布亞新畿內亞命名，而美國聯合颱風警報中心會把在該地區的熱帶低氣壓的編號以S或P字母作結。
以下各熱帶氣旋資訊以熱帶氣旋存在期間的最強形態為準。

## 未被國際命名的熱帶氣旋

### 熱帶低氣壓
7月13日，一個熱帶擾動在科科斯群島西北方遠洋形成，美國海軍研究實驗室給予擾動編號90S。
7月15日上午10時，雅加達熱帶氣旋警告中心將其升格為熱帶低氣壓。
7月16日晚間9時，此系統離開澳大利亞國家氣象局責任範圍，因此改由留尼汪氣象部接續發報。

#### 備註
澳洲氣象局未對此系統进行升格，因此其未獲得編號。

### 熱帶低氣壓
8月2日，一個熱帶擾動在蘇門答臘西南方海洋形成，美國海軍研究實驗室給予擾動編號90S。晚間10時，雅加達熱帶氣旋警告中心將其升格為熱帶低氣壓。
8月4日上午8時，聯合颱風警報中心將其評級提升為「高」，並對其發佈熱帶氣旋形成警報。
8月5日上午8時，聯合颱風警報中心取消對其警報。晚間10時，雅加達熱帶氣旋警告中心對其發佈最後一報。

#### 備註
澳洲氣象局未對此系統进行升格，因此其未獲得編號。

## 氣旋季影響
以下表格顯示了2025－2026年澳洲地區熱帶氣旋季的所有熱帶氣旋以及它們的登陸資料。在括號內的死亡人數屬於非直接，但仍與風暴有關的死亡。所有破壞及死亡數字都包括風暴在擾動及溫帶氣旋階段時的資料。
| 風暴名稱    | 持續日期                | 最高強度   | 持續風速     | 氣壓         | 影響地區 | 損失 （美元） | 死亡人數 | 來源 |
| ----------- | ----------------------- | ---------- | ------------ | ------------ | -------- | ------------- | -------- | ---- |
| 無名        | 7月15日一7月16日        | 熱帶低氣壓 | 每小時55公里 | 1003百帕斯卡 | 無       | 無            | 無       |      |
| 無名        | 8月2日一8月5日          | 熱帶低氣壓 | 每小時55公里 | 1005百帕斯卡 | 無       | 無            | 無       |      |
| 季節總結    |                         |            |              |              |          |               |          |      |
| 2個熱帶系統 | 7月15日－（風季未結束） |            | 每小時55公里 | 1003百帕斯卡 |          | 無            | 無       |      |

## 風暴名稱

### 雅加達熱帶氣旋警告中心
如果一個熱帶氣旋在南緯0-10度和東經90-125度之間形成，雅加達熱帶氣旋警告中心就會使用下列列表中的名字為它命名。
| Bakung（未用） | Cempaka（未用） | Dahila（未用） | Flamboyan（未用） | Kenanga（未用） |
| Lili（未用）   | Mangga（未用）  | Seroja（未用） | Teratai（未用）   | Anggur（未用）  |

### 莫爾茲比港熱帶氣旋警告中心
如果一個熱帶氣旋在南緯0-約10度和東經約141-約160度之間形成，在巴布亞新幾內亞的莫爾茲比港熱帶氣旋警告中心就會為它命名。在此區形成的熱帶氣旋比較罕見，在2007年氣旋季後此區一直沒有熱帶氣旋形成。此區的熱帶氣旋名字會在下列列表中隨機使用. 
| Alu（未用）  | Buri（未用） | Dodo（未用） | Emau（未用） | Fere（未用）  |
| Hibu（未用） | Ila（未用）  | Kama（未用） | Lobu（未用） | Maila（未用） |

### 澳大利亞國家氣象局
由2008–09年氣旋季開始，澳大利亞國家氣象局只會使用一個列表的名字為熱帶氣旋命名。但澳大利亞國家氣象局仍在珀斯、達爾文和布里斯本設熱帶氣旋警告中心。並監控在澳大利亞地區的熱帶氣旋和為在雅加達熱帶氣旋警告中心和莫爾茲比港熱帶氣旋警告中心地區形成的熱帶氣旋發出特別警告。橙色字體為下一個將會使用的名字。
| Fina          | Grant（未用）    | Hayley（未用）  | Iggy（未用） | Jenna（未用） | Koji（未用）    |
| Luana（未用） | Mitchell（未用） | Narelle（未用） | Oran（未用） | Peta（未用）  | Riordan（未用） |

## 外部連結
- 澳大利亞國家氣象局（页面存档备份，存于）
- 美國聯合颱風警報中心（页面存档备份，存于）
- 雅加达热带气旋警告中心（页面存档备份，存于）
- 莫爾茲比港熱帶氣旋警告中心（页面存档备份，存于）